# Verificació
La verificació és l'acció de comprovar a partir d'un criteri determinat que un procés, un experiment, un principi teòric, etc., és prou exacte i veraç. El terme verificació prové del llatí verificare, que vol dir "presentar com vertader". És la comprovació de la veritat d'una hipòtesi científica empírica. En un sentit ampli, consisteix en el procés de buscar proves que recolzin la veritat d'una hipòtesi.
En el mètode hipotèic deductiu, i en sentit més restringit, és el procés de confirmació d'una hipòtesi o d'una conseqüència lògica deduïda d'ella, amb la intenció de determinar la veritat d'aquesta. 

## Criteri de verificació
Molts filòsofs han cregut que és possible establir un reduït nombre (un o uns pocs) mètodes de verificació que puguin servir per comprovar la validesa (la veritat) de totes les nostres proposicions. En aquest sentit, el neopositivisme (o positivisme lògic) defensa que és acceptable tot allò que és verificable. Segons aquesta visió filosòfica nascuda de l'empirisme només són legítimes dues estratègies de justificació per comprovar la veritat d'una proposició:
- Justificació purament formal, vàlida en les ciències formals (lògica i matemàtica): per comprovar una proposició lògica o matemàtica no ens fa falta acudir a l'experiència, és suficient que s'ajusti a les lleis de la lògica o de la matemàtica.
- Justificació empírica: aquelles proposicions que es refereixen al món real, que aspiren a donar-nos informació sobre la realitat, i que s'han de verificar precisament mitjançant l'observació empírica, mitjançant la percepció.